# Daniel Gookin
Daniel Gookin (± 1612 - 19 maart 1686 of 1687) was een Iers kolonist in Amerika die de kolonies van Virginia en Massachusetts beheerde. Hij schreef ook enkele boeken over de Indianen.

## Biografie
Gookin werd waarschijnlijk in de tweede helft van 1612 geboren, als derde zoon van Daniel Gookin en Mary Byrd. Zijn vermoedelijke geboortestreek is  County Cork. Op 6 december 1612 werd de jonge Daniel Gookin gedoopt in de kerk van Bristol. Rond 1616 moet zijn vader in Carrigaline hebben gewoond, waar de jonge Daniel Gookin vermoedelijk zijn kinderjaren heeft doorgebracht. Later ging Daniel naar Engeland om daar onderwijs te volgen.
Kort na zijn achttiende verjaardag, terwijl hij op de plantage van zijn vader in Virginia woonde, trad Daniel als leerjongen in dienst bij Thomas Addison, een van de beheerders van de Marie's Mount-plantage. Toen Addison met pensioen ging, kreeg Daniel Gookin 61 ha land in zijn bezit.
In 1641 ging Gookin samen met zijn vrouw Virginia en hun pasgeboren kind Samule naar Virginia, waar ze op de Nansemond-plantage gingen wonen. Gookin kreeg de titel van gedeputeerde (Burgess) en vertegenwoordigde Upper Norfolk County bij de "Grand Assembly" in Jamestown van 12 januari 1641/42. Op 29 december 1637 kreeg hij 10 vierkante kilometer land toegewezen ten noordwesten van de Nansemond, en op 4 november 1642 nog eens 5.7 vierkante kilometer langs de Rappahannock. 
Op 6 april 1648 verkocht Gookin 2 vierkante kilometer van zijn plantage aan de Rappahannock aan kapitein Thomas Burbage. In juli van datzelfde jaar verhuisde hij met zijn familie naar Cambridge, waar hij tot kapitein werd benoemd. Deze functie hield hij de daaropvolgende veertig jaar. In de eerste jaren na zijn aanstelling kreeg Gookin er nog diverse bestuurlijke functies bij. Op 11 mei 1681 werd hij verkozen tot opperbevelhebber van de koloniale strijdmachten.
Na zijn dood werd Gookin begraven op Old Cambridge Burying Ground, de voornaamste begraafplaats van Cambridge.